# Vepreculina fimbriata
Vepreculina fimbriata är en ringmaskart som beskrevs av Regenhardt 1961. Vepreculina fimbriata ingår i släktet Vepreculina och familjen Serpulidae. Inga underarter finns listade i Catalogue of Life.